# Čchien-tchang
Čchien-tchang je řeka na východě Čínské lidové republiky, která protéká provincií Če-ťiang a městem Chang-čou. Dosahuje délky 459 km a v zátoce Chang-čou se vlévá do Východočínského moře.
Řeka je proslulá tím, že se na ní vytváří největší přílivová vlna na světě, která dosahuje výšky až 9 m. Po řece se šíří rychlostí až 40 km za hodinu.